# سولیوو (استان اشوی‌داشکسیه)
سولیوو (به لهستانی: Sulejów) یک منطقهٔ مسکونی در لهستان است که در گمینا تارووو واقع شده‌است. سولیوو ۱۵۰ نفر جمعیت دارد.